# Caranus van Macedonië

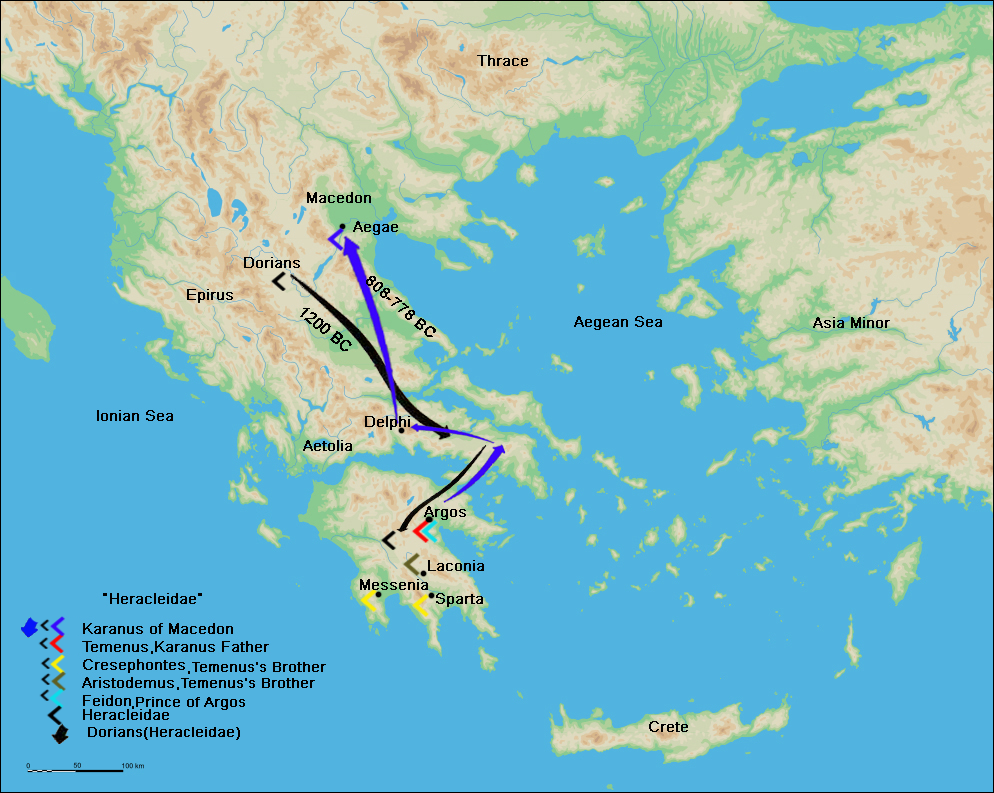
De weg van Karanus wordt aangeduid in blauw

Caranus (Karanos) (in het Oudgrieks Κάρανος 808 - 778 v.Chr.), wordt gezien als de eerste koning van Macedonië. Hij vestigde zijn eerste koninkrijk in Aigai.
Volgens de legenden was Caranus een van de nakomelingen van Heracles. Zijn vader Temenos, samen met Cresphontes en Aristodemus, waren de drie Dorische leiders die het Myceense vasteland binnen gevallen waren. De drie krijgsheren verdeelden het land onder elkaar, zodat Cresphontes Messenia en Sparta kreeg. Aristodemus regeerde over Laconië, en Temenos over Argos.
Na de dood van koning Temenos kregen de erfprinsen ruzie over de opvolging. Een van hen, Feidon, versloeg zijn broers in een gevecht en werd koning. Caranus besloot daarop een eigen koninkrijk te stichten. Om zeker te zijn bezocht hij eerst het Orakel van Delphi om de Pythia om advies te vragen.
"Je zou je koninkrijk daar moeten vinden waar veel wild en domesticeerbare dieren te vinden zijn" was haar advies.
Daarop trokken Caranus en zijn entourage naar het noorden, op zoek naar een geschikte plaats om zijn koninkrijk te stichten. Uiteindelijk vond hij een groene vallei met veel wild en geiten die volgens hem aan de beschrijving van de Pythia voldeed. Hij bouwde er een stad die hij Aegae noemde. Die vestiging heet tegenwoordig Vergina en is een belangrijke archeologische vindplaats (Archeologische site van Aigai).
Hij werd opgevolgd door zijn zoon Coenus van Macedonië